# Shrivardhan
Shrivardhan is een nagar panchayat (plaats) in het district Raigad van de Indiase staat Maharashtra. 

## Demografie
Volgens de Indiase volkstelling van 2001 wonen er 15.187 mensen in Shrivardhan, waarvan 49% mannelijk en 51% vrouwelijk is. De plaats heeft een alfabetiseringsgraad van 74%. 